# Dake (socken)
Dake (kinesiska: 大科, 大科乡) är en socken i Kina. Den ligger i provinsen Hunan, i den södra delen av landet, omkring 110 kilometer sydväst om provinshuvudstaden Changsha.
Genomsnittlig årsnederbörd är 1 741 millimeter. Den regnigaste månaden är maj, med i genomsnitt 279 mm nederbörd, och den torraste är oktober, med 50 mm nederbörd.